# Cyrtauchenius castaneiceps
Cyrtauchenius castaneiceps is een spinnensoort uit de familie Cyrtaucheniidae. De soort komt voor in Algerije.